# Silent Manga Audition
Il Silent Manga Audition (SMA) è un concorso internazionale di manga promosso dalla casa editrice giapponese Coamix. Nato nel 2013, è stato ideato per scoprire nuovi talenti, eliminando la barriera della lingua giapponese per gli autori stranieri.

## Storia
Il concorso è stato creato nel 2013 dalla casa editrice Coamix, fondata da Tsukasa Hojo, Tetsuo Hara e Ryuji Tsugihara. Le prime edizioni furono aperte esclusivamente a partecipanti non giapponesi, ma dal 2017 (SMA 08) la competizione è stata estesa anche agli autori nipponici.
Nel 2015, Coamix ha inaugurato la sezione Zenon International sulla rivista Monthly Comic Zenon, destinata alla pubblicazione delle opere di autori stranieri scoperti grazie al concorso.

## Partecipazione e premi
Il Silent Manga Audition è aperto a partecipanti di qualsiasi nazionalità, senza limiti di età o esperienza. Le storie presentate devono essere prive di dialoghi e raccontate esclusivamente attraverso le immagini. Ogni edizione ha un tema prestabilito su cui i partecipanti devono basare il proprio manga, che deve essere lungo tra 16 e 17 pagine. Sono consentite onomatopee e testi diegetici, ma non balloon con dialoghi. Le opere possono essere realizzate sia in formato tradizionale che digitale. I vincitori ricevono premi in denaro e possono accedere alla SMA Masterclass, un programma di tutoraggio che offre supporto editoriale.

## Edizioni e vincitori del Grand Prix
Di seguito la lista dei vincitori del primo posto (Grand Prix) per ogni edizione:
| Edizione | Anno | Vincitore                      | Titolo                                       |
| -------- | ---- | ------------------------------ | -------------------------------------------- |
| SMA 01   | 2013 | Alex Irzaqi & Prema-Ja         | Excuse Me / Sky Sky (ex aequo)               |
| SMA 02   | 2014 | Ichirou                        | Father’s Gift                                |
| SMA 03   | 2015 | Ichirou                        | Homesick Alien                               |
| SMA 04   | 2015 | kalongzz & Snippy MJ           | Birdy / Thirty and a Half Minutes (ex aequo) |
| SMA 05   | 2016 | DS Studio                      | I’m Happy                                    |
| SMA 06   | 2016 | Non assegnato                  | -                                            |
| SMA 07   | 2017 | Non assegnato                  | -                                            |
| SMA 08   | 2017 | Elena Vitagliano - Sideburn004 | The Cruelest Rule - Checkmate (ex aequo)     |
| SMA 09   | 2018 | Non assegnato                  | -                                            |
| SMA 10   | 2018 | Riza Alassami                  | Run                                          |
| SMA 11   | 2019 | Non assegnato                  | -                                            |
| SMA 12   | 2019 | Non assegnato                  | -                                            |
| SMA 13   | 2020 | Non assegnato                  | -                                            |
| SMA 14   | 2020 | Non assegnato                  | -                                            |
| SMA 15   | 2021 | Non assegnato                  | -                                            |
| SMA 16   | 2021 | Non assegnato                  | -                                            |
| SMA 17   | 2022 | Non assegnato                  | -                                            |
| SMA 18   | 2022 | Brendon Chen &Comipa           | My Future                                    |
| SMA 19   | 2023 | ryancomicpress - Nachi         | The Unexpected Dinner Guest- Eyes of Snow    |
| SMA 20   | 2023 | Plushelisa                     | You Have My Heart                            |
| SMA 21   | 2024 | Non assegnato                  | -                                            |

Nota: Alcune edizioni non hanno assegnato il Grand Prix, premiando invece i Grand Prix Runner-up.

## Impatto culturale
Il Silent Manga Audition ha introdotto un concorso basato esclusivamente sulla narrazione visiva, eliminando una delle principali barriere per gli aspiranti mangaka stranieri: la necessità di conoscere la lingua giapponese per partecipare a competizioni nel paese. Questo ha permesso a molti artisti internazionali di farsi notare e ottenere opportunità di pubblicazione in Giappone.
Nel corso degli anni, diversi autori provenienti da tutto il mondo hanno ottenuto riconoscimenti e visibilità attraverso il concorso. Alcuni vincitori hanno visto le proprie opere pubblicate in Giappone o sono entrati a far parte della SMA Masterclass, ricevendo supporto da editor professionisti.